# Recreativo Nova Estrela
O Recreativo Nova Estrela (RENOVE) foi um clube de futebol brasileiro da cidade de Fazenda Rio Grande, no estado do Paraná. Suas cores eram o vermelho, azul e o branco.
A principal conquista da equipe foi o título do Campeonato Paranaense da Terceira Divisão de 2000, quando era presidido por Nedabias Ramos.
Em 21 de dezembro de 2001, o clube fez fusão com o Clube Atlético São Vicente (fundado em 3 de março de 1949 como União Campo Novo FC), clube amador de Curitiba, dando origem ao Clube Atlético Renovicente.